# Dries Roelvink
Andries (Dries) Roelvink (Amsterdam, 1 januari 1959) is een Nederlandse zanger. Daarnaast is hij bekend van verschillende realityserieprogramma's met zijn familie.

## Biografie
Roelvink werd geboren en groeide op in de Amsterdamse wijk de Jordaan. Vader was bouwvakker en voetbaltrainer, moeder Alie Roelvink maakte in die tijd veel platen met onder anderen Willy Alberti en Johnny Jordaan. Als kind kreeg hij daardoor veel mee van de traditie van het Jordaanlied. Hij volgde wonende aan de Ruysdaelkade de lagere school aan de Ruysdaelschool te Amsterdam. Roelvink speelde vanaf 1978 drie jaar in het tweede elftal van FC Amsterdam, waarvan het eerste destijds uitkwam in de Eerste Divisie. Daarnaast werkte hij vanaf zijn 16e bij buurthuis "Het Knooppunt" te Amsterdam, onder begeleiding van Steve Brown.
In 1985 won Roelvink een talentenjacht in de Shorts of London op het Rembrandtplein te Amsterdam en stortte zich op het zingen, wat hem twee jaar later een platencontract opleverde. Zijn eerste optreden in Koninklijk Theater Carré vond plaats in 1996. 
In 2005 kreeg de Jordanees een eigen realityserie, Ik ben Dries, die werd uitgezonden op de Amsterdamse zender AT5 en later op SBS6.
In 2007 was Roelvink te zien in een reclamespot voor de ANWB. In deze reclame droeg hij een knalgele zwembroek. Naar aanleiding van de filmpjes werd Roelvink genomineerd voor een Loden Leeuw in de categorie "irritantste BN'er". Hij eindigde als tweede. 
In de week van 10 augustus 2007 kwam Roelvink voor het eerst in zijn carrière in de top 10 van de Single Top 100 terecht. Hij stond op de vierde plaats met het nummer Ik kom eraan, mede dankzij een actie van weblog GeenStijl.
Roelvink zou in januari 2008 een concert geven in het Rotterdamse Ahoy, maar door het afhaken van twee sponsoren werden er uiteindelijk te weinig kaarten verkocht. Het concert moest hierdoor worden afgelast en de première van de film I Love Dries werd verplaatst. Roelvink speelt hierin de hoofdrol als zichzelf. De film werd echter niet zo'n succes, geen enkele bioscoop wilde de film draaien.
In het voorjaar van 2015 was Roelvink samen met zijn vrouw, twee zoons Dave en Donny Roelvink en zijn ex-vrouw te zien in de realityserie De Roelvinkjes die werd uitgezonden op RTL 5. De serie kreeg verschillende vervolgen.
Van januari 2018 tot juli 2020 had Roelvink een dagelijkse radiocolumn in het programma 1 op 1, dat van maandag tot en met vrijdag wordt uitgezonden op NPO Radio 1. Roelvink belde in aan het einde van de uitzending en reageerde op het thema dat daarin centraal stond. Meestal werd het een gesprek met de studiogast en presentator Sven Kockelmann. Op 17 juli 2020 nam hij afscheid van het programma. In 2018 stond Droelvink ook voor het eerst in Paradiso.
In 2020 maakte Roelvink een documentaire over de stad Amsterdam tijdens de coronapandemie. Deze werd uitgezonden op RTL Z. Roelvink maakte al langer als politiek verslaggever ook voor RTL Boulevard items vanaf onder meer het Binnenhof.
In 2021 verscheen zijn autobiografie onder de titel Dries. Het eerste exemplaar kreeg hij overhandigd door eerdergenoemde Sven Kockelmann. Een eerder boek in het genre Toverballen (2009) kreeg in zijn ogen onvoldoende aandacht vanwege de commotie rond de reclames. De autobiografische film I love Dries uit diezelfde tijd bleef op de planken liggen.

## Privé
Roelvink is getrouwd en heeft uit eerdere relaties een dochter en twee zoons: Dave en Donny Roelvink.

## Discografie

### Albums
| Album met eventuele hitnotering(en) in de Nederlandse Album Top 100 | Datum van verschijnen | Datum van binnenkomst | Hoogste positie | Aantal weken | Opmerkingen |
| ------------------------------------------------------------------- | --------------------- | --------------------- | --------------- | ------------ | ----------- |
| Door jou ga ik leven                                                | 1994                  | 04-06-1994            | 52              | 8            |             |
| Bij schemerlicht                                                    | 1995                  | 29-04-1995            | 53              | 7            |             |

### Singles
| Single met eventuele hitnotering(en) in de Nederlandse Top 40 | Datum van verschijnen | Datum van binnenkomst | Hoogste positie | Aantal weken | Opmerkingen                                   |
| ------------------------------------------------------------- | --------------------- | --------------------- | --------------- | ------------ | --------------------------------------------- |
| Jij bent mijn alles                                           | 1992                  | 18-04-1992            | tip6            | -            | Nr. 44 in de Single Top 100                   |
| Maria Magdalena                                               | 1993                  | 12-06-1993            | tip7            | -            | Nr. 39 in de Single Top 100                   |
| Door jou ga ik leven                                          | 1994                  | 04-06-1994            | 36              | 3            | Nr. 31 in de Single Top 100                   |
| De hele wereld mag het weten                                  | 1995                  | 27-05-1995            | tip19           | -            | Nr. 45 in de Single Top 100                   |
| Het 538 Evers staat op vriend van de show lied                | 2007                  | -                     |                 |              | Nr. 72 in de Single Top 100                   |
| Ik kom eraan (Route du Soleil)                                | 2007                  | 25-08-2007            | 20              | 2            | Nr. 4 in de Single Top 100                    |
| Doktersroman                                                  | 2007                  | -                     |                 |              | Nr. 9 in de Single Top 100                    |
| Ik wil jou                                                    | 2008                  | -                     |                 |              | Nr. 14 in de Single Top 100                   |
| Onze jongens                                                  | 2008                  | -                     |                 |              | Nr. 31 in de Single Top 100                   |
| Maria Magdalena 2008                                          | 2008                  | -                     |                 |              | Nr. 13 in de Single Top 100                   |
| Geen crisis waar Dries is                                     | 2009                  | -                     |                 |              | Nr. 22 in de Single Top 100                   |
| Alleen door jou                                               | 2010                  | 21-08-2010            | tip4            | -            | Nr. 1 in de Single Top 100                    |
| Laat mij niet los                                             | 2011                  | -                     |                 |              | Nr. 17 in de Single Top 100                   |
| Hé wat doe jij                                                | 2011                  | -                     |                 |              | Nr. 8 in de Single Top 100                    |
| Ik leef vandaag...                                            | 2011                  | -                     |                 |              | Nr. 42 in de Single Top 100                   |
| Oehhh!!! roept heel oranje                                    | 2012                  | -                     |                 |              | Nr. 35 in de Single Top 100                   |
| Fantastico                                                    | 2022                  | 20-08-2022            | tip15           | -            | met Bankzitters / Nr. 68 in de Single Top 100 |

## Filmografie
| Film                                   | Film                                       | Film                                                                      | Film                                                                      |
| Jaar                                   | Productie                                  | Rol                                                                       | Opmerkingen                                                               |
| -------------------------------------- | ------------------------------------------ | ------------------------------------------------------------------------- | ------------------------------------------------------------------------- |
| 2004                                   | Bitches                                    | Zichzelf                                                                  | Televisie - gastrol                                                       |
| 2007                                   | Reclamespot van ANWB                       | Zichzelf                                                                  | Televisie - de reclamespot met de beruchte gele zwembroek.                |
| 2008                                   | I Love Dries                               | Zichzelf                                                                  | Film - hoofdrol                                                           |
| 2009                                   | Het Sinterklaasjournaal: De Meezing Moevie | Stratenmaker                                                              | Film - gastrol                                                            |
| 2014                                   | Heksen bestaan niet                        | Klant                                                                     | Film - gastrol                                                            |
| Televisie in eigen programma's         |                                            |                                                                           |                                                                           |
| Jaar                                   | Productie                                  | Opmerkingen                                                               | Opmerkingen                                                               |
| 2005                                   | Ik ben Dries                               | Realityserie op AT5                                                       | Realityserie op AT5                                                       |
| 2015, 2023-heden                       | De Roelvinkjes                             | Realityserie met zijn familie                                             | Realityserie met zijn familie                                             |
| 2016                                   | Dave het huis uit                          | Realityserie van zijn zoon Dave                                           | Realityserie van zijn zoon Dave                                           |
| 2017                                   | De Roelvinkjes: Dave en Donny doen zaken   | Realityserie waarin zijn zoons Dave en Donny samen een eigen zaak starten | Realityserie waarin zijn zoons Dave en Donny samen een eigen zaak starten |
| 2018                                   | De Roelvinkjes: Effe geen cent te makken   | Realityserie met zijn familie                                             | Realityserie met zijn familie                                             |
| 2019                                   | De Roelvinkjes: Passen op de winkel        | Realityserie met zijn familie                                             | Realityserie met zijn familie                                             |
| 2020                                   | Stil in de stad                            | Documentaire                                                              | Documentaire                                                              |
| Televisie als deelnemer (geselecteerd) |                                            |                                                                           |                                                                           |
| Jaar                                   | Productie                                  | Opmerkingen                                                               | Opmerkingen                                                               |
| 2007                                   | Sterren Dansen op het IJs                  | Eindigde op de tiende plaats van de zeventien                             | Eindigde op de tiende plaats van de zeventien                             |
| 2009                                   | Let's Dance                                | Afgevallen in show 5                                                      | Afgevallen in show 5                                                      |
| 2010                                   | Ranking the Stars                          | Vast panellid                                                             | Vast panellid                                                             |
| 2010                                   | Ushi & Loesie                              | Hij wordt in de maling genomen door een vermomde Wendy van Dijk           | Hij wordt in de maling genomen door een vermomde Wendy van Dijk           |
| 2011 - 2015                            | Tour du Jour                               | Vaste gast                                                                | Vaste gast                                                                |
| 2013                                   | Jouw Vrouw, Mijn Vrouw VIPS                | Deed samen mee met zijn vrouw Honoria                                     | Deed samen mee met zijn vrouw Honoria                                     |
| 2014                                   | Chantal blijft slapen                      | Chantal Janzen volgde hem één dag                                         | Chantal Janzen volgde hem één dag                                         |
| 2019                                   | Mars tegen Venus                           | Samen met zijn vrouw Honoria                                              | Samen met zijn vrouw Honoria                                              |
| 2022                                   | Marble Mania                               | Samen met zijn zoons                                                      | Samen met zijn zoons                                                      |
| 2025                                   | Het Holland Huis                           | Gastartiest                                                               | Gastartiest                                                               |

## Mediaoptredens
Naast deelname aan televisieprogramma's heeft Dries Roelvink ook als gast aangeschoven bij de volgende programma's.
- Sterren boksen
- JENSEN
- Vijftig tinten grijs
- Tour du Jour
- Live4You
- RTL Late Night
- De Wereld Draait Door
- Rapenburg Radio
- HLF8